# 女教皇

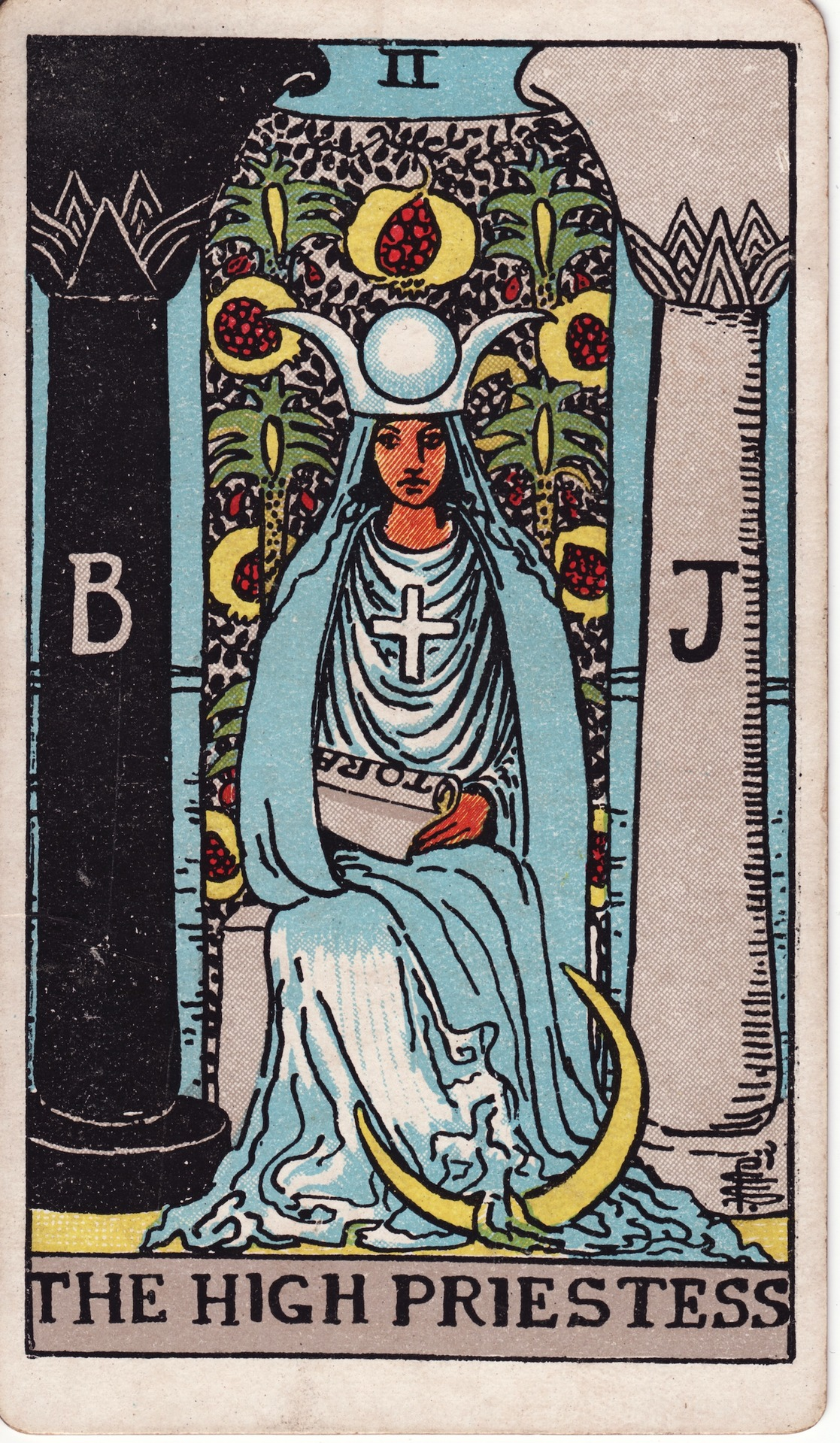
ウェイト版タロットの女教皇

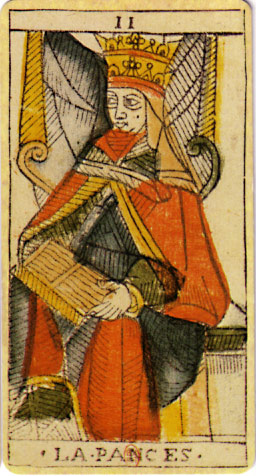
マルセイユ版タロットの女教皇

女教皇（おんなきょうこう/じょきょうこう、英：The High Priestess/ハイ・プリーステス, 仏：La Papesse）は、タロットの大アルカナに属するカードの1枚。日本語では女祭司長（おんなさいしちょう）、高位女神官（こういおんなしんかん）や高位女性聖職者（こういじょせいせいしょくしゃ）、英語ではThe Popess、仏語ではLa Papesseと呼ばれることもある。
カード番号は「2」。前のカードは「1 魔術師」、次のカードは「3 女帝」。

## カードの意味
正位置の意味
直感、感性、知性、安心、満足、期待、聡明、雰囲気。
逆位置の意味
悲観、無気力、無神経、現実逃避、疑心暗鬼、孤立。
アーサー・エドワード・ウェイトのタロット図解における解説では「秘密・神秘・英知」を意味するとされる。

## カバラとの関係
ヘブライ文字はギーメル（ג）、ただし複数の異説がある。「黄金の夜明け団」の説ではケテルとティファレトのセフィラを結合する経に関連付けられている。

## 占星術との対応
以下のような諸説がある。
- 星座：金牛宮説、巨蟹宮説、処女宮説[1]
- 惑星：月説[2]、土星説[3]、「水星+月」説[4]

## 寓画の解釈
伝説上の人物・女教皇ヨハンナをモチーフとすると言われる。カトリック教会では女性が司祭以上の職に就くことを認めていないため、カトリックの世界では現実には有り得ないものとして扱われる「女教皇」はしばしば「反ローマ教皇」の象徴とされる。マルセイユ版に描かれる「女教皇」は同版の「教皇」と同じような被り物（教皇冠）を頭に乗せ、この女性が最も高い位の人物であることを表す。被り物の内側から頭全体を覆う白いベールから、この女性が修道女あるいは尼といった聖職に就いていることを示し、同時に処女であることを表現している。女性の持つ書物はトーラの書であると解釈されるのが一般的であり「高度な知識や学問の象徴」とされる。
ウェイト版タロットでは、青装束を身に付けている女性や背景の空と海といった、青色の印象が強い札となっている。中でも青装束の女性は、赤色を示す血を流したイエス・キリストの母であり、死後天界に上がって天の女王として体感を受けた聖母マリアを彷彿とさせるものである。メインとなっている青色は、冷たい水や空の大気を連想させ、静寂、冷静さと結び付けられる。女教皇が被っている冠の両側の突起と左足付近にあるものは、女神や女性神を象徴する三日月である。冠の三日月は牡牛の角で象ったものでもあり、冠の円形部分は太陽の円盤として描かれる。黒い柱にある「B」は「ボアズ (Boaz)」で闇を、白い柱にある「J」は「ヤヒン (Jachin)」で光を意味する。それぞれエルサレム神殿にあったとされる同名の柱に由来するイメージである。この2本の柱は門柱を形作り、女教皇が守る入口からその先には特定の聖域が広がっていることを暗示している。その間にある垂れ幕にはザクロの果実が描かれており、女性そのものの象徴とされている。マルセイユ版では、描かれる書物が観る者の側に開かれ、その知識を授けようとしている構図なのに対し、ウェイト版では、ユダヤ人の律法書として知られる「TORA」（トーラー）と書かれた巻物がベールで半分隠れている。これは「宇宙の真理というものは、人間には容易に理解できない」ことを意味する。